# Xihe (ort i Kina, Jiangsu Sheng, lat 33,43, long 119,30)
Xihe (kinesiska: 溪河, 溪河镇) är en ort i Kina. Den ligger i provinsen Jiangsu, i den östra delen av landet, omkring 160 kilometer norr om provinshuvudstaden Nanjing. Antalet invånare är 20 747. Befolkningen består av 10 603 kvinnor och 10 144 män. Barn under 15 år utgör 15,0 %, vuxna 15-64 år 69 %, och äldre över 65 år 14,0 %.
Runt Xihe är det tätbefolkat, med 570 invånare per kvadratkilometer. Det finns inga andra samhällen i närheten. Trakten runt Xihe består till största delen av jordbruksmark.
Genomsnittlig årsnederbörd är 1 165 millimeter. Den regnigaste månaden är juli, med i genomsnitt 253 mm nederbörd, och den torraste är januari, med 20 mm nederbörd.